# Zervixcerclage

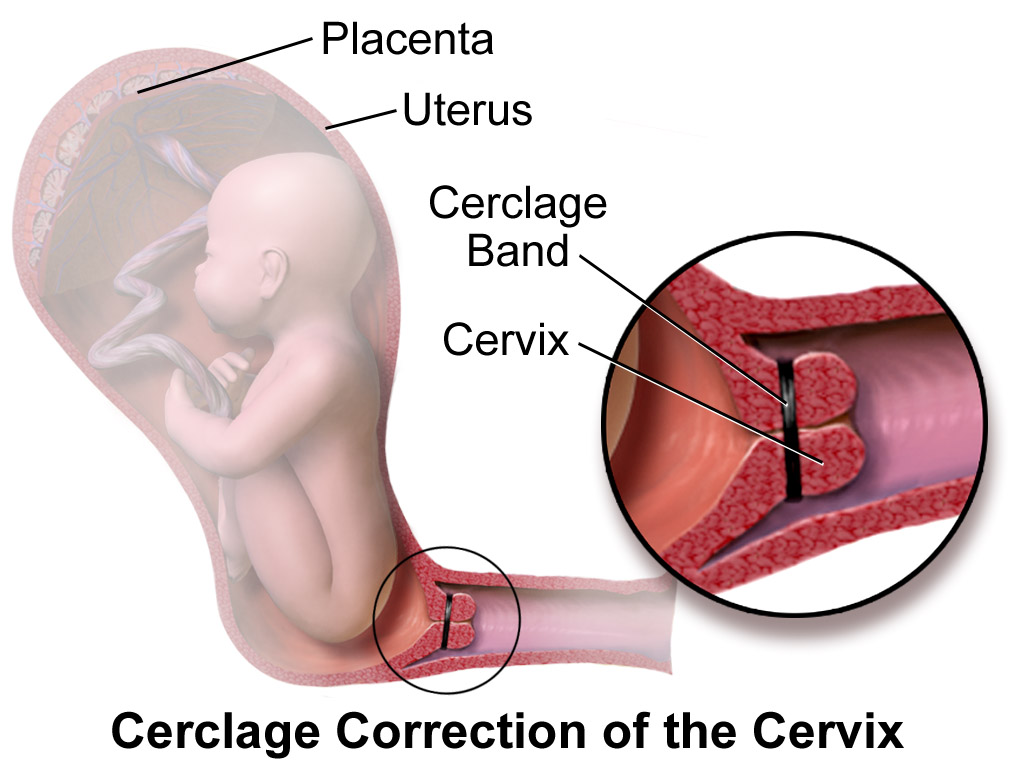
Abbildung einer zervikalen Cerclage

Eine Zervixcerclage (verkürzt auch Cerclage, frz. ‚Umschlingung‘) ist in der Geburtshilfe ein operativer Verschluss des Gebärmutterhalses zur Verhinderung von Frühgeburten.
Das Verfahren wird eingesetzt, wenn sich der Muttermund im Laufe der Schwangerschaft vorzeitig weitet und der Fötus möglicherweise zu früh geboren wird. Der Eingriff besteht darin, dass ein fester Faden oder ein Band um den Gebärmutterhals gezogen wird, so dass die Öffnung wieder verengt wird. Etwa ein bis zwei Wochen vor dem errechneten Geburtstermin wird die Cerclage wieder entfernt.
Üblich sind zwei verschiedene Verfahren:
- Bei der Methode nach McDonald wird eine äußere Tabaksbeutelnaht um die Zervix gelegt.
- Bei der Methode nach Shirodkar wird eine innere, verdeckte Naht unter der Zervixschleimhaut angelegt.

Die bis in die 1970er Jahre übliche „prophylaktische“ Zervixcerclage gilt seit den 1980er Jahren als obsolet, da in Studien keine Verlängerung der Schwangerschaftsdauer nachgewiesen werden konnte. Es wird nur noch die therapeutische Zervixcerclage bei vorzeitig eröffnetem Muttermund angelegt.
Seit einiger Zeit wird statt der Cerclage von vielen Ärzten ein Cerclage-Pessar (Arabin-Pessar) eingesetzt. Das ist ein Ring aus weichem Gummi, der einfach über den Muttermund geschoben wird. Das Cerclage-Pessar kann ambulant eingelegt werden. Narkose und ein Klinikaufenthalt sind überflüssig.